# Johann Maria Reiter
Johann Maria Reiter OFM (* 24. Mai 1851 in Lienz, Osttirol; † 14. Februar 1924 in Maria Schmolln) war ein österreichischer Franziskanerpater sowie Architekt und Maler.

## Leben
Johann Maria Reiter trat 1870 in den Franziskanerorden ein und wurde 1874 zum Priester geweiht. Von 1886 bis 1899 unterrichtete er Religion am Franziskanergymnasium Hall in Tirol.
Ohne jede fachliche Schulung wurde Reiter als Planer von Kirchen und deren Ausstattung und Einrichtung tätig. Er schuf Pläne und Entwürfe für 16 Kirchenbauten, 200 Altäre, 32 Beichtstühle, 19 Kanzeln und 8 Orgelprospekte. Die Altäre wurden von der 1888 gegründeten Kunstanstalt für kirchliche Arbeiten von Adolf Vogl (1850–1924) in Hall in Tirol ausgeführt.
Weiters leitete er die Restaurierung von 34 Kirchen. Reiter malte auch 15 Altarbilder sowie 12 Heilige Gräber. In der Spätzeit seines Schaffens stand er mit seinen Ideen oft im Gegensatz zur Zentralkommission für Kunst und historische Denkmale, heute Bundesdenkmalamt.
Reiters Arbeiten im neugotischen und neuromanischen Stil wurden nach 1945 unter anderem aus puristischen Bestrebungen zu einem großen Teil wieder entfernt.

## Werke
- 1880/1881 Anbau der Gnadenkapelle an der Wallfahrtskirche Maria Schmolln